# Teresa Calçada
Maria Teresa do Carmo Soares Calçada ComIP é licenciada em filosofia pela Faculdade de Letras da Universidade de Lisboa.
Técnica do Instituto Português do Livro de 1982 a 2007, onde integrou o grupo de trabalho que definiu as bases da política nacional da leitura pública, com vista à criação da Rede de Bibliotecas Municipais. Vice-presidente do Instituto da Biblioteca Nacional e do Livro, até 1996.
Membro do grupo de trabalho que, em 1996, definiu as bases e os princípios orientadores do Programa Rede de Bibliotecas Escolares.
Coordenadora do Gabinete da Rede Bibliotecas Escolares, do Ministério da Educação, desde 1996. Comissária Adjunta do Plano Nacional de Leitura.
A 9 de junho de 2006, foi agraciada com o grau de Comendador da Ordem da Instrução Pública.
Entre 2017 e 2022 foi comissária do Plano Nacional de Leitura.